# Gerard McLoughlin
Pour les articles homonymes, voir McLoughlin.
Pas d'image ? Cliquez ici

a Compétitions nationales et continentales officielles uniquement.

b Matchs officiels uniquement.
Dernière mise à jour le 21 janvier 2025.
 Gerard (Ginger) McLoughlin, est né le 11 juin 1952 à Limerick. C’est un ancien joueur de rugby à XV qui a évolué avec l'équipe d'Irlande au poste de pilier.

## Carrière
Gerard McLoughlin dispute son premier test match, le 20 janvier 1979 contre l'équipe de France. Son dernier test match est contre cette même équipe le 21 janvier 1984.
Il remporte le Tournoi des Cinq Nations 1983 et celui de 1982. 

## Palmarès
- 18 sélections en équipe nationale
- Sélections par années : 6 en 1979, 1en 1980, 2 en 1981, 4 en 1982, 4 en 1983, 1 en 1984
- Tournois des Cinq Nations disputés: 1979, 1980, 1981, 1982, 1983, 1984
- Vainqueur du tournoi des Cinq Nations en 1982 et 1983